# Акустический журнал
«Акусти́ческий журна́л» — научный журнал, являющийся единственным российским академическим журналом, целиком посвященным акустике. В журнале публикуются научные обзоры, оригинальные статьи, краткие сообщения, письма в редакцию, информация о текущих событиях и мероприятиях. Тематика публикаций включает в себя рассмотрение в теоретическом и экспериментальном аспекте вопросов фундаментальной и прикладной акустики. Публикуются результаты научных исследований, проводимых в институтах Российской академии наук, университетах и научно-исследовательских организациях России, а также и других стран. Предназначается для научных работников, аспирантов, студентов-физиков старших курсов, преподавателей.

## История
Основан в 1955 году по инициативе Н. Н. Андреева, который стал первым главным редактором журнала. Выходит 6 раз в год (до 1972 года выходил 4 раза в год).
Включён в список научных журналов ВАК.

## Хроникальные и статистические сведения
- Годы выхода (с 1955 г.)
  - Количество выпусков: 1955—1972 — по 4 выпуска, 1973—2023 — по 6. Всего на конец 2023 г. — 378 выпусков и одно приложение (2005, Приложение). Выпуски 4 и 5 2009 г. объединены в один номер (№ 4-5).
  - Количество статей — 9638.
  - Количество авторов — 6141.
  - По одной статье написали 59,6% авторов, по две — 15,5%, по три — 6,8% (данные на конец 2023 года). Обычно авторы печатались по алфавиту, но не всегда.
- Появление подписного индекса, ISSN, УДК (с 1963 в. 3), копирайта на статьи с 1989 в. 6, а на журнал — с 1973 в. 3.Количество статей в выпусках АкЖ по годам
- Изменения главного редактора
  - 1955—1962 № 1 — Н. Н. Андреев.
  - 1962 № 2 — 1987 — В. С. Григорьев.
  - 1988—2002 № 5 — Л. М. Лямшев.
  - 2002 № 6 — 2003 № 2 — и. о. гл. редактора Ф. В. Бункин.
  - 2003 № 3 — 2021 № 4 — О. В. Руденко.
  - с № 5 2021 — И. Б. Есипов.
- Изменения формата журнала: 1955—1990 — 70х108 1/16; 1991—1993 — 70х100 1/16; с 1994 — 60х88 1/8.
- 1955—1989 — печать содержания в конце выпуска, с 1990 г. — в начале.
- Появление редакционного совета — с 1990 г.
- 1955—1993 гг. — журналы делятся на выпуски, а далее (с 1994 г.) — на номера.
- 1955—1989 гг. — том печатался римскими цифрами (до XXXV), а далее (с 1990 г.) — арабскими.
- Издательство: с 1955 по 1993 гг. — Наука, 1994—1998 г. МАИК «НАУКА» (МАИК — Международная академическая издательская компания), с 1999 г. — МАИК «НАУКА/ИНТЕРПЕРИОДИКА», с 2005 г. — опять НАУКА.
- Изменение копирайта:
  - с 1973 в. 3 — © Издательство «Наука»;
  - с 1974 в. 4 — © Издательство «Наука», «Акустический журнал»;
  - с 1991 в. 3 — © Отделение общей физики и астрономии АН СССР, Издательство «Наука», Акустический журнал;
  - с 1992 в. 2 — © Отделение общей физики и астрономии РАН, Издательство Наука, Акустический журнал;
  - с 1993 в. 4 — © РАН, Отделение общей физики и астрономии;
  - с 2002 № 4 — © РАН;
  - с 2004 № 3 — © РАН, Редколлегия «Акустического журнала» (составитель).
- В период 1955—1991 гг. — журнал издавался по высокой печати, с 1992—2005 гг. — офсетная печать, с 2006 г. — цифровая печать.
- 1990—2008 гг. — публикация резюме и на английском языке.
- С 1997 г. — перестали печатать исправления.
- С 2006 № 2 по 2010 № 1 статьи в журнале рубрицировались по PACS.
- С 2007 г. — появление рубрикации в виде разделов.
- С 2009 г. — перестали печатать англоязычное содержание.
- В 2011 г. журнал начал сопровождать публикации ключевыми словами.
- С 2012 г. журнал перестал печатать сводку по вышедшим на русском языке книгам.
- С первого номера 2013 года статьи снабжаются Цифровым идентификатором объекта (Digital Object Identifier, DOI)
- С основания (1955 г.) журнал переводится на английский язык.

## Основные разделы журнала
1. Классические проблемы линейной акустики и теории волн
2. Нелинейная акустика
3. Физическая акустика
4. Акустика океана. Гидроакустика
5. Атмосферная и воздушная акустика
6. Акустика структурно неоднородных твердых сред. Геологическая акустика
7. Акустическая экология. Шумы и вибрация
8. Акустика помещений. Музыкальная акустика
9. Обработка акустических сигналов. Компьютерное моделирование
10. Акустика живых систем. Биомедицинская акустика
11. Физические основы технической акустики
12. Информация

## Редакция

### Главный редактор
- И. Б. Есипов

### Редакционная коллегия
- Ю. И. Бобровницкий (зам. главного редактора)
- М. Л. Лямшев (отв. секретарь)
- С. В. Егерев
- В. Ю. Зайцев
- А. А. Карабутов
- Т. К. Козубская
- В. Ф. Копьев
- А. И. Коробов
- А. Г. Малеханов
- М. А. Миронов
- В. Г. Петников
- Е. В. Чарная

### Редакционный совет
- Ю. В. Гуляев
- С. Н. Гурбатов
- В. А. Зверев
- С. А. Никитов
- Л. А. Островский
- О. В. Руденко
- А. П. Сарвазян
- Б. Н. Четверушкин

### Зав. редакцией
- В. А. Гусев

### Научные редакторы
- В. А. Гусев
- А. М. Романовская

## Адреса и контакты
- 119991, Москва, Ленинские горы, МГУ им. Ломоносова, Физический ф-т, кафедра акустики
- Телефон/факс: +7(495)939-29-18
- E-mail: acoust-journal@phys.msu.ru